# Copa América 1927
De Copa América 1927 (eigenlijk Zuid-Amerikaans voetbalkampioenschap 1927, want de naam Copa América werd pas vanaf 1975 gedragen) was een toernooi gehouden in Lima, Peru van 30 oktober tot 27 november 1927.
De landen die meededen waren Argentinië, Bolivia, Peru en Uruguay.
Brazilië, Chili en Paraguay trokken zich terug. Peru deed voor het eerst mee.

## Deelnemende landen
| Land        | Aantal deelnames | Huidig aantal deelnames op rij | Vorige deelname |
| ----------- | ---------------- | ------------------------------ | --------------- |
| Argentinië  | 11de             | 11                             | 1926            |
| Bolivia     | 2de              | 2                              | 1926            |
| Peru (g)    | 1ste             | 1                              | -               |
| Uruguay (t) | 10de             | 2                              | 1926            |

- (g) = gastland
- (t) = titelverdediger

## Stadion
| Lima                                         |
| -------------------------------------------- |
| Estadio Nacional del Perú Capaciteit: 40.000 |
| · Lima                                       |

## Scheidsrechters
De organisatie nodigde in totaal 5 scheidsrechters uit voor 7 duels. Tussen haakjes staat het aantal gefloten duels tijdens de Copa América 1927.

## Eindstand
| Land       | Wed | Win | Gel | Ver | DV | DT | +/− | Pnt |
| ---------- | --- | --- | --- | --- | -- | -- | --- | --- |
| Argentinië | 3   | 3   | 0   | 0   | 15 | 4  | +11 | 6   |
| Uruguay    | 3   | 2   | 0   | 1   | 15 | 3  | +12 | 4   |
| Peru       | 3   | 1   | 0   | 2   | 4  | 11 | –7  | 2   |
| Bolivia    | 3   | 0   | 0   | 3   | 3  | 19 | –16 | 0   |

## Wedstrijden
Elk land moest één keer tegen elk ander land spelen. De puntenverdeling was als volgt:
- Twee punten voor winst
- Één punt voor gelijkspel
- Nul punten voor verlies

|                                    |                                                                            |       |             |                                                         |
| 30 oktober 1927 «onderlinge duels» | Argentinië                                                                 | 7 – 1 | Bolivia     | Estadio Nacional, Lima Scheidsrechter: Benjamín Fuentes |
| 30 oktober 1927 «onderlinge duels» | Luna 18', 56' Carricaberry 20', 36' Recanattini 24' (pen.) Seoane 29', 79' |       | Alborta 42' | Estadio Nacional, Lima Scheidsrechter: Benjamín Fuentes |

|                                    |                                            |       |      |                                                            |
| 1 november 1927 «onderlinge duels» | Uruguay                                    | 4 – 0 | Peru | Estadio Nacional, Lima Scheidsrechter: Consolato Nay Foino |
| 1 november 1927 «onderlinge duels» | Ulloa 49' (e.d.) Sacco 52', 71' Castro 75' |       |      | Estadio Nacional, Lima Scheidsrechter: Consolato Nay Foino |

|                                    |                                                                                 |       |         |                                                         |
| 6 november 1927 «onderlinge duels» | Uruguay                                                                         | 9 – 0 | Bolivia | Estadio Nacional, Lima Scheidsrechter: Benjamín Fuentes |
| 6 november 1927 «onderlinge duels» | Petrone 18', 65', 81' Figueroa 19', 67', 69' Arremón 43' Castro 68' Scarone 86' |       |         | Estadio Nacional, Lima Scheidsrechter: Benjamín Fuentes |

|                                     |                                         |       |                          |                                                       |
| 13 november 1927 «onderlinge duels» | Peru                                    | 3 – 2 | Bolivia                  | Estadio Nacional, Lima Scheidsrechter: Alberto Parodi |
| 13 november 1927 «onderlinge duels» | Neyra 41' Sarmiento 41' Montellanos 43' |       | 13', 14' José Bustamante | Estadio Nacional, Lima Scheidsrechter: Alberto Parodi |

|                                     |                                                      |       |                  |                                                      |
| 20 november 1927 «onderlinge duels» | Argentinië                                           | 3 – 2 | Uruguay          | Estadio Nacional, Lima Scheidsrechter: David Thurner |
| 20 november 1927 «onderlinge duels» | Recanattini 56' (pen.) Luna 70' Canavessi 85' (e.d.) |       | Scarone 33', 79' | Estadio Nacional, Lima Scheidsrechter: David Thurner |

|                                     |                                                   |       |               |                                                          |
| 27 november 1927 «onderlinge duels» | Argentinië                                        | 5 – 1 | Peru          | Estadio Nacional, Lima Scheidsrechter: Victorio Gariboni |
| 27 november 1927 «onderlinge duels» | Ferreira 1', 30' Maglio 22', 25' Carricaberry 38' |       | Villanueva 3' | Estadio Nacional, Lima Scheidsrechter: Victorio Gariboni |

|                      |
| Vlag van Argentinië  |
| ARGENTINIË 3de titel |

## Doelpuntenmakers
3 doelpunten
- Carricaberry
- Segundo Luna

- Figueroa
- Petrone

- Scarone

2 goals
- Ferreira
- Maglio
- Recanattini

- Seoane
- Bustamante
- Castro

- Sacco

1 doelpunt
- Alborta
- Montellanos

- Neyra
- Sarmiento

- Villanueva
- Arremon

Eigen doelpunt
- Ulloa (Tegen Uruguay)
- Canavessi (Tegen Argentinië)

## Copa América 1927 in beeld

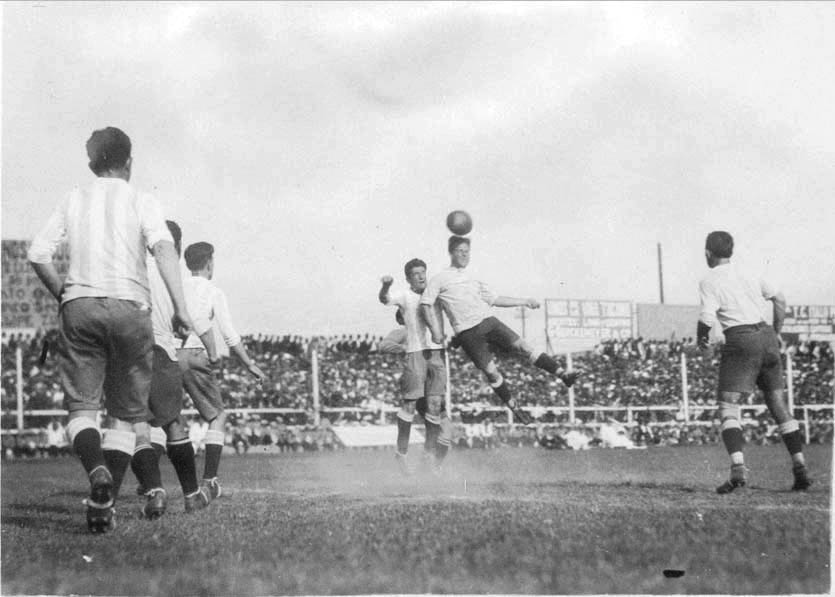
Argentinië - Uruguay
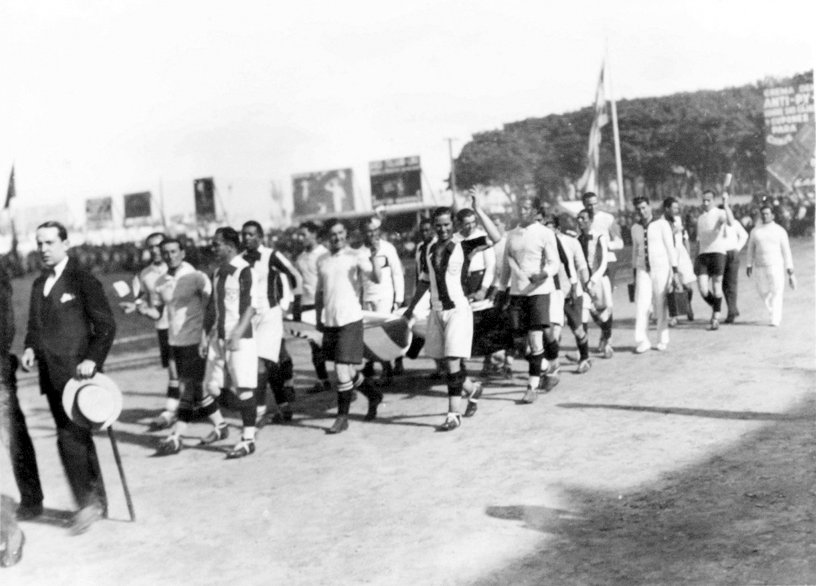
Peru - Uruguay

1916 · 
1917 · 
1919 · 
1920 · 
1921 · 
1922 · 
1923 · 
1924 · 
1925 · 
1926 · 
1927 · 
1929 · 
1935 · 
1937 · 
1939 · 
1941 · 
1942 · 
1945 · 
1946 · 
1947 · 
1949 · 
1953 · 
1955 · 
1956 · 
1957 · 
1959 · 
1959 · 
1963 · 
1967 · 
1975 · 
1979 · 
1983 · 
1987 · 
1989 · 
1991 · 
1993 · 
1995 · 
1997 · 
1999 · 
2001 · 
2004 · 
2007 · 
2011 · 
2015 · 
2016 ·
2019 ·
2021 ·
2024